# Richard Linklater
Richard Stuart Linklater  (ur. 30 lipca 1960 w Houston) – amerykański reżyser, scenarzysta, producent i aktor.

## Życiorys
Urodził się w Houston w stanie Teksas. Uczęszczał do Huntsville High School w Huntsville. Studiował literaturę angielską na Uniwersytecie Stanowym Sam Houston w Teksasie. Rzucił studia przed zdobyciem dyplomu aby poświęcić się pracy na platformie wiertniczej w Zatoce Meksykańskiej. To tam zainteresował się kinematografią. W dniach wolnych od pracy oglądał po 3–4 filmy dziennie i postanowił spróbować swych sił w przemyśle filmowym. Za pieniądze zarobione na platformie wiertniczej kupił swą pierwszą kamerę typu Super-8, sprzęt montażowy i projektor i zamieszkał w Austin w stanie Teksas. Dołączył do klubu filmowego Uniwersytetu Teksańskiego w Austin i zaczął tworzyć swe pierwsze filmy krótkometrażowe.
W roku 1985 założył stowarzyszenie filmowe Austin Film Society wraz ze swoim długoletnim współpracownikiem i kamerzystą Lee Danielem.
Swoje pierwsze krótkie formy traktował jako ćwiczenia w filmowym fachu. Pierwszy pełnometrażowy film Linklater nakręcił w 1989. Był to mało znany i rzadko pokazywany film pt It's Impossible to Learn to Plow by Reading Books , dzieło nakręcone na taśmie Super 8 mm, którego produkcja i montaż zajęły dwa lata.
Kolejnym filmem Linklatera był Slacker, nakręcony w 1991 o budżecie wysokości 23 000 dolarów. Film ten zauważony został na Festiwalu Filmowym w Sundance w 1991 roku, po czym osiągnął w Stanach status kultowy i utorował drogę kolejnym, droższym produkcjom reżysera.
Richard Linklater stworzył własną firmę producencką zwaną Detour Filmproduction (jej nazwa nawiązuje do niskobudżetowego filmu Edgara G. Ulmera z 1945 roku).
W 2005 był nominowany do Oscara w kategorii najlepszy scenariusz adaptowany za film Przed zachodem słońca.
W 2014 do kin trafił film pt Boyhood. Film z udziałem Ethana Hawke’a oraz Patricii Arquette rozgrywa się na przestrzeni dwunastu lat. Linklater zaczął kręcić film w roku 2002, po czym kolejne fragmenty były kręcone aż do 2013. Podejście do filmu wiąże się z jego tematem, jakim jest dojrzewanie.

## Styl
Richard Linklater wypłynął na fali nowego amerykańskiego kina niezależnego zainspirowanego książką Ricka Schmidta Jak nakręcić film za równowartość ceny używanego auta (How to Make a Feature Film at Used Car Prices) z 1989 roku, czyli za równowartość 10000 dolarów lub mniej. Książka ta szybko stała się biblią aspirujących młodych filmowcow i pozwoliła wypłynąć takim twórcom jak Quentin Tarantino, Robert Rodriguez, Spike Lee, Steven Soderbergh i Linklater.
Filmy Linklatera charakteryzują: minimalizacja ruchów kamery, skoncentrowanie na dialogu w miejsce narracji (a często jej brak), ograniczenie akcji filmu do bardzo krótkiego okresu w czasie, np. jednej nocy, 24 godzin, jednego dnia. Film Przed zachodem słońca rozgrywa się w czasie rzeczywistym.
W filmach Linklatera zaobserwować można inspiracje twórczością takich reżyserów jak Jean-Luc Godard, François Truffaut, Jacques Tati, Eric Rohmer, Robert Bresson. Często pojawiają się odwołania do literatury i filozofii, m.in. do André Bretona, Benedicta Andersona i André Bazina.
Jednym z najczęstszych motywów w filmach Linklatera jest szeroko pojęte próżniactwo. W wielu dziełach Linklater głosi pochwałę próżniactwa jako kreatywnego sposobu na życie niepodporządkowane żadnym ograniczeniom czy strukturom. Lenistwo w jego filmach jest odtrutką na kapitalistyczny wyścig szczurów, stanowi rodzaj buntu oraz niezgody na opresyjność szeroko pojętego systemu. Bohaterowie wielu filmów Linklatera spędzają swój czas na filozofowaniu, wymyślaniu historii czy marzeniach sennych. Próżniactwo w sensie przedstawianym przez Linklatera to zajęcie kulturalne – kultywowanie wyższych wartości przy jednoczesnej negacji materializmu. Związek między kreatywnością a bezrobociem (lub nicnierobieniem) jest motywem przewijającym się przez większość filmów Linklatera, np. Slacker, Dazed and Confused (znanym w Polsce jako Uczniowska balanga), Przed wschodem słońca, Waking Life czy Tape. Reżyser potrafi jednak dostrzec ryzyko, jakie niesie próżniactwo niekreatywne – bohater filmu subUrbia z 1996 jest najlepszym przykładem na to, jak lenistwo i brak zajęcia wpływa na powstawanie negatywnych, destruktywnych postaw, takich jak zawiść, rasizm, nienawiść i przemoc.
Filmy Linklatera najczęściej opowiadają o ludziach młodych oraz o czymś, co sam reżyser nazywa kontinuum młodzieńczej rebelii. Linklater najczęściej obsadza w swoich filmach młodych, zdolnych aktorów będących wschodzącymi gwiazdami Hollywoodu. Wśród nich znaleźli się m.in. Ethan Hawke, Milla Jovovich, Jason London, Rory Cochrane, Julie Delpy, Jack Black, Giovanni Ribisi.
Dwa filmy reżysera - Przez ciemne zwierciadło i Waking Life - powstały przy użyciu rewolucyjnej techniki zwanej rotoskopią. Polega ona na animacji uprzednio nakręconego i zmontowanego filmu. Animacja ta jest bardzo bliska oryginałowi, łącznie z oddaniem podobieństwa aktorów, pozwala natomiast na zastosowanie efektów niemożliwych do uzyskania w konwencjonalnym filmie.

## Filmografia
- Woodshock (1985)
- It's Impossible to Learn to Plow by Reading Books (1989)
- Slacker (1991)
- Heads I Win/Tails you Loose (1991)
- Uczniowska balanga (Dazed and Confused) (1993)
- Przed wschodem słońca (Before Sunrise) (1995)
- SubUrbia (1996)
- Bracia Newton (1998)
- Życie świadome / Jawa czy sen (Waking Life) (2001)
- Taśma (2001)
- Szkoła rocka (The School of Rock) (2003)
- Przed zachodem słońca (Before Sunset, 2004)
- Bad News Bears (2005)
- Przez ciemne zwierciadło (A Scanner Darkly, 2006)
- Fast Food Nation (2006)
- Inning By Inning: A Portrait Of A Coach (2008)
- Me and Orson Welles (Me and Orson Welles, 2008)
- Bernie (2011)
- Przed północą (Before Midnight, 2013)
- Boyhood (2014)
- Każdy by chciał!! (Everybody Wants Some!!, 2016)
- Last Flag Flying (2017)
- Gdzie jesteś, Bernadette? (2019)
- Hit Man (2023)

## Nagrody
- Złoty Glob Złoty Glob dla najlepszego reżysera: 2014 Boyhood
- Nagroda na MFF w Berlinie Srebrny Niedźwiedź dla najlepszego reżysera: 1995 Przed wschodem słońca
- Nagroda na MFF w Berlinie Srebrny Niedźwiedź dla najlepszego reżysera: 2014 Boyhood